# 애슐리 (메이드 인 와리오)
애슐리(アシュリー, Ashley)는 닌텐도의 비디오 게임 시리즈 《메이드 인 와리오》의 등장인물이다.

## 소개
다이아몬드 시티 외곽에 있는 어두운 저택인 ‘호러 하우스’에 거주하는 수습(修習) 마녀로, 겁쟁이 악마인 ‘레드’와 함께 지내고 있다. 검은 양갈래머리에 빨간 원피스 옷과 해골 장식을 착용하고 있다. 과묵하고 성격이 상당히 비뚤어졌으며, 다른 인물과 교류를 잘 하지 않는 편이다. 괴물과 식충식물을 좋아하며, 귀여운 것과 다채로운 것을 싫어한다.

## 작중 행적

### 만져라 메이드 인 와리오
가마솥에 재료를 넣어 약을 만들려고 하나 실패하고, 레드와 함께 외출했다가 오뷰론과 부딪치게 된다. 이후 애슐리는 레드를 시켜서 오뷰론을 잡아오게 하나, 실패한다.

### 끝내주게 춤춰라 메이드 인 와리오
- 서벅서벅 비치에서 함께 모래성을 쌓으며 노는 애슐리와 레드

와리오 컴퍼니의 다른 직원들과 함께 휴양지인 빅재미섬에 놀러왔으며, 민소매 옷차림으로 등장한다. 서벅서벅 비치에서 레드와 함께 모래성을 만들며 놀고 있다가, 레드가 작아지는 열매를 실수로 먹은 것을 보고는 마법을 시전한다. 그러나 레드는 온갖 괴상한 모습으로 변했으며, 이후 레드가 애슐리에게 자신을 원래대로 되돌려줄 것을 부탁하자 애슐리는 근처의 열매를 커지는 열매로 바꿔 레드에게 먹여주게 된다. 그러나 너무 많은 양을 먹인 탓에 레드는 거대해졌고, 애슐리는 거대해진 레드를 보고 웃게 된다.